# Cagoule air liquide PN 1540
Pour les articles homonymes, voir Cagoule (homonymie).
La cagoule air liquide PN 1540 est un équipement de protection respiratoire spécialement conçu pour le personnel navigant dans le but :
d'évoluer en atmosphère viciée (fumée à bord, fumée provenant de l'extérieur lors de l'évacuation, feu en cabine, cabine contaminée par des émanations toxiques…).
La cagoule étant certifiée pour protéger contre l'hypoxie, elle peut être utilisée par le PNC, en dernier recours, lors d'une dépressurisation, après épuisement du circuit fixe de l'avion et des bouteilles O².

## Fonctionnement
Cet équipement est autonome et fonctionne en circuit fermé. Dès sa mise en place, il délivre de l'oxygène sous forme gazeuse. Il permet la neutralisation du CO2 expiré (cartouche de chaux sodée) et garantit à l'utilisateur une autonomie d'au moins 15 minutes. Une membrane phonique facilite les communications.
Cet équipement de taille unique permet aisément le port de lunettes, barbes ou chignons.